# Route 289 (Québec)
Pour les articles homonymes, voir Route 289.
La route 289 (R-289), appelée aussi route des Frontières, est une route régionale québécoise d'orientation nord / sud située sur la rive sud du fleuve Saint-Laurent. Elle dessert la région administrative du Bas-Saint-Laurent.

## Tracé
La route 289 débute à Saint-Jean-de-la-Lande, à la frontière du Nouveau-Brunswick, pour se terminer à Saint-André-de-Kamouraska à la jonction de la route 132, tout près du fleuve Saint-Laurent. Au passage, elle longe sur plusieurs kilomètres le lac Long puis atteint la ville de Pohénégamook, de laquelle elle relie les trois quartiers. Dans cette ville, elle longe le lac Pohénégamook.

La route 289 est désignée comme route touristique sous l'appellation de Route des Frontières.

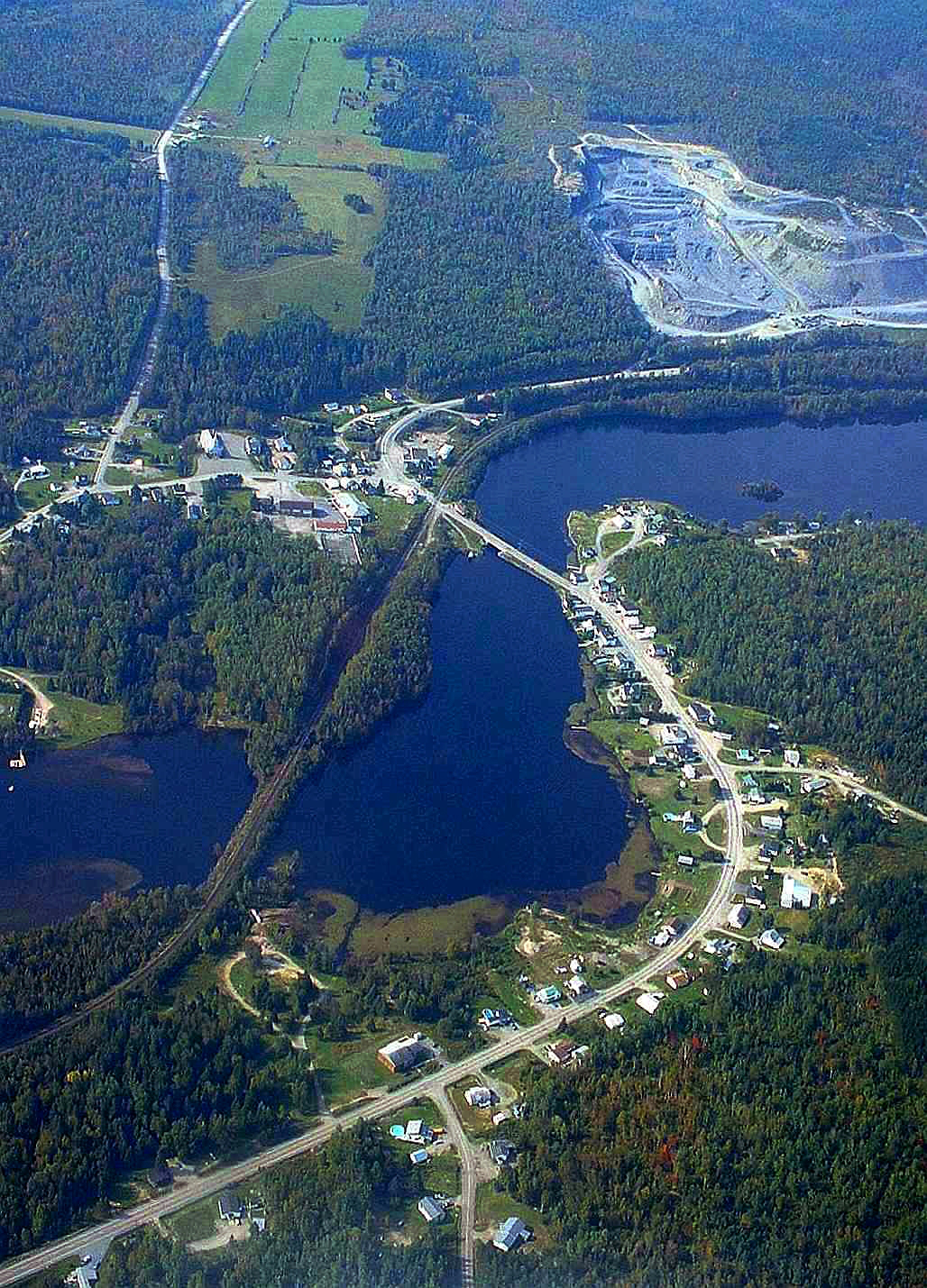
La route 289 sillonne le village de Saint-Marc-du-Lac-Long.
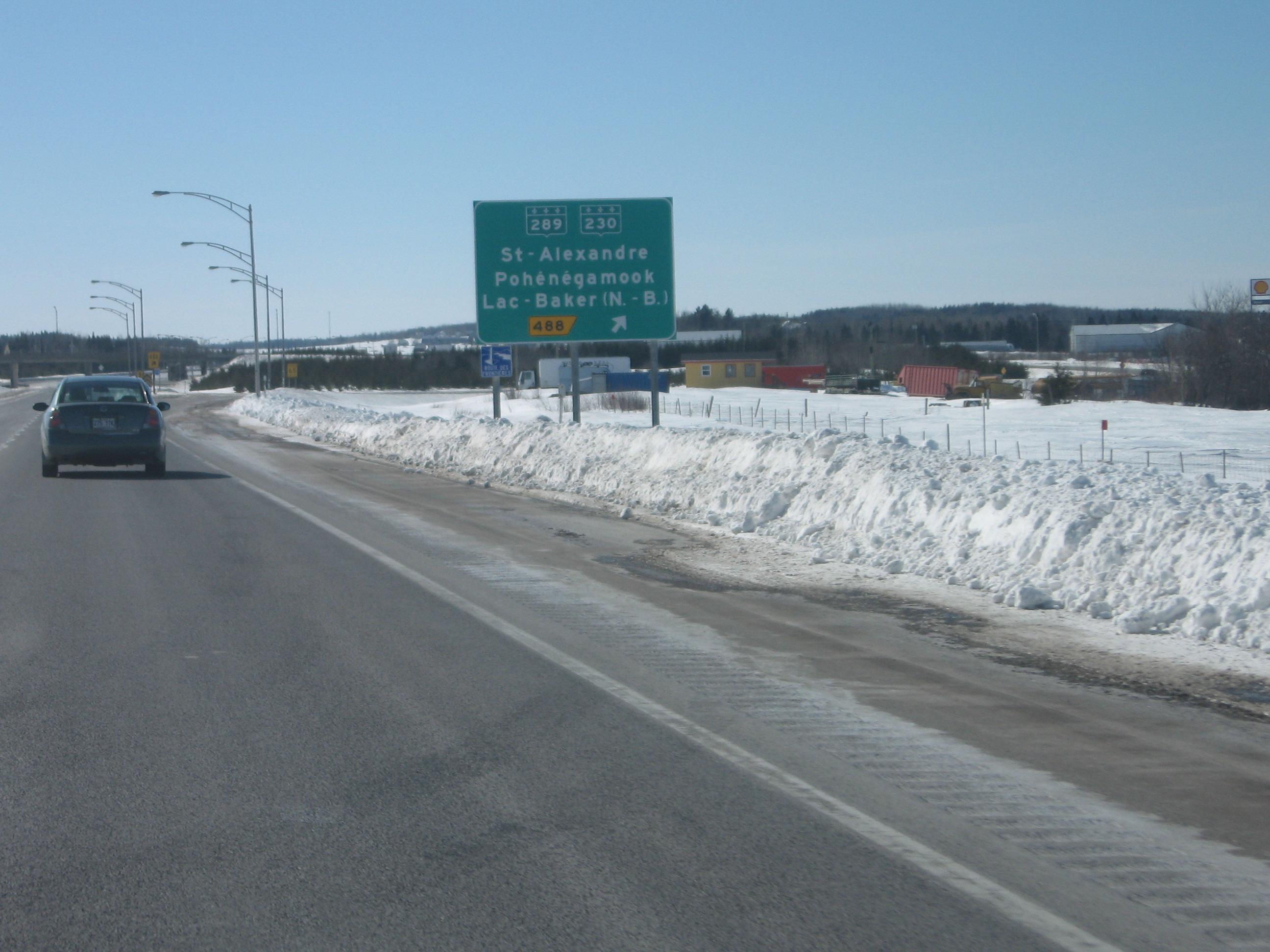
Échangeur avec l'A-20 à Saint-Alexandre-de-Kamouraska.

## Frontière internationale
À son kilomètre 48, à la hauteur de Pohénégamook, la route 289 permet de relier le Québec à l'État du Maine, aux États-Unis. On accède au poste frontalier par le rang de la Frontière, lequel longe le territoire américain. Le poste frontalier américain est d'ailleurs situé à 1 km de l'intersection avec la route 289, en haut d'une petite côte. La route entre aux États-Unis dans le petit village d'Estcourt Station faisant partie du territoire non organisé de Northwest Aroostook, dans le comté d'Aroostook. Ce poste frontalier sert principalement à l'industrie forestière, car aucune route principale ne permet de relier les secteurs habités du Maine.
Le poste frontalier canadien, situé quant à lui tout près de la route 289, est ouvert du lundi au vendredi, de 9 h à 17 h.

## Frontière interprovinciale
À son extrémité sud, à Saint-Jean-de-la-Lande, la route 289 relie le Québec à la province du Nouveau-Brunswick. À la frontière, la route 289 devient la Route 120. La route entre au Nouveau-Brunswick dans la municipalité de Lac-Baker, dans le comté de Madawaska. La route 120 permet de rejoindre le centre-ville d'Edmundston après un trajet de 42 km.

## Route historique
Tout au long de la route plusieurs panneaux d’interprétations rappellent les moments important de l’histoire du Témiscouata : postes douaniers, bornes frontalières et pont international côtoient la frontière naturelle formée par la rivière Saint-François. Les voyageurs découvrent l’époque de la guerre de dentelle, le peuplement de la région et de la création de la ligne ferroviaire transcontinentale. Ses 95 kilomètres facilitent la découverte des richesses panoramiques, naturelles, historiques culturelles et récréatives de cette région à vocation agricole, forestière, minière.

## Localités traversées (du sud au nord)
Liste des municipalités dont le territoire est traversé par la route 289, regroupées par municipalité régionale de comté.

### Bas-Saint-Laurent
Témiscouata
- Saint-Jean-de-la-Lande
- Saint-Marc-du-Lac-Long
- Rivière-Bleue
- Pohénégamook

Kamouraska
- Picard (TNO)
- Saint-Alexandre-de-Kamouraska
- Saint-André-de-Kamouraska

## Intersections majeures
| MRC                   | Municipalité                  | km    | Destinations                                       | Notes                         |
| --------------------- | ----------------------------- | ----- | -------------------------------------------------- | ----------------------------- |
| Témiscouata           | Saint-Jean-de-la-Lande        | 0,00  | NB-120 sud – Lac-Baker, Edmundston                 | Continue au Nouveau-Brunswick |
| Témiscouata           | Rivière-Bleue                 | 27,50 | R-232 est – Témiscouata-sur-le-Lac, Saint-Eusèbe   | Terminus ouest de la R-232    |
| Témiscouata           | Pohénégamook                  | 48,10 | Rue de la Frontière – Estcourt Station             | Frontière canado-américaine   |
| Kamouraska            | Saint-Alexandre-de-Kamouraska | 89,50 | R-230 ouest – Sainte-Hélène                        | Terminus est de la R-230      |
| Kamouraska            | Saint-Alexandre-de-Kamouraska | 92,60 | A-20 – Québec, Rivière-du-Loup                     | Sortie 488 de l'A-20          |
| Kamouraska            | Saint-André-de-Kamouraska     | 94,60 | R-132 – Rivière-du-Loup, Saint-André-de-Kamouraska |                               |
| - Transition de route |                               |       |                                                    |                               |